# Brachysyllis
Brachysyllis is een geslacht van borstelwormen uit de familie van de Syllidae.

## Soorten
- Brachysyllis infuscata (Ehlers, 1901)
- Brachysyllis japonica Imajima & Hartman, 1964
- Brachysyllis lagunae (Hartman, 1961)